# Francesco Rotundi
Francesco Rotundi (Foggia, 10 luglio 1885 – Roma, 25 ottobre 1945) è stato un ammiraglio italiano, appartenente al Genio Navale della Regia marina. Fu progettista delle due navi scuola a vela, la Amerigo Vespucci e la Cristoforo Colombo, e realizzatore del progetto di ricostruzione delle due navi da battaglia classe Caio Duilio. Inoltre prese parte alla stesura del progetto di ricostruzione delle due navi da battaglia classe Conte di Cavour, e dei progetti finali per la realizzazione delle nuove unità da battaglia classe Littorio. Dopo l'attacco notturno sulla rada di Taranto avvenuto il 12 novembre 1940, che portò al siluramento di tre navi da battaglia della Regia Marina, la Littorio, la Duilio e la Conte di Cavour, partecipò ai lavori di recupero delle unità, e grazie alla sua preziosa collaborazione la Duilio fu recuperata in soli due mesi.

## Biografia

Vespucci (a sinistra) e Colombo (a destra) a La Spezia nel 1935.

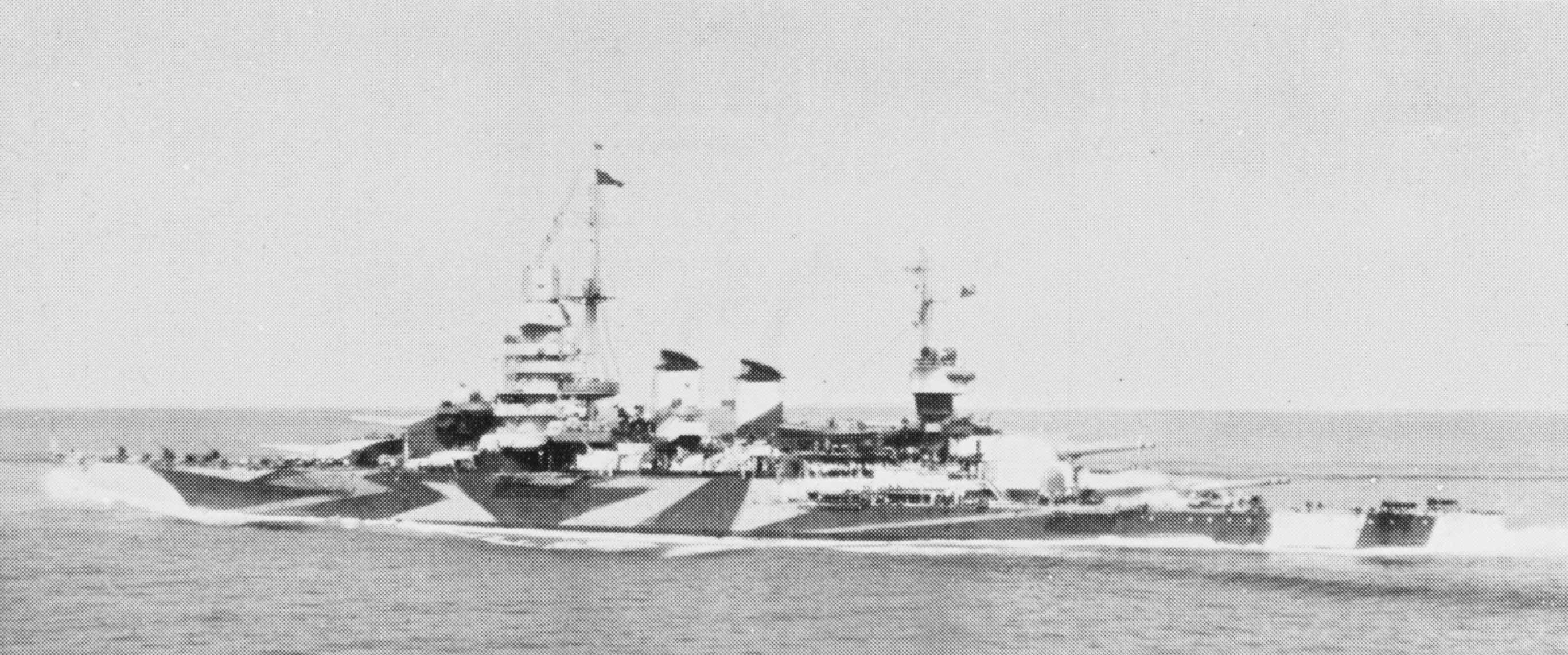
La nave da battaglia Duilio in arrivo a Malta il 9 settembre 1943, alzando a riva il famoso Pennello nero.

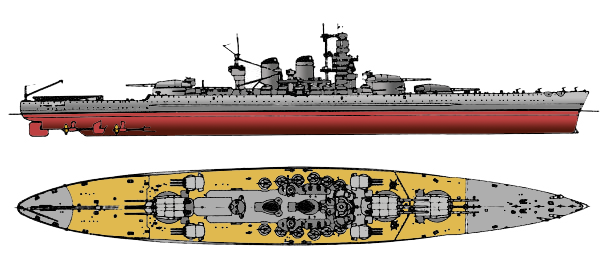
Due viste delle navi da battaglia Classe Littorio.

La nave da battaglia Duilio in fase di recupero dopo i danni subiti il 12 novembre 1940.

Nacque a Foggia il 10 luglio del 1885 figlio di Leonardo e Carmelina, secondogenito di tre fratelli e due sorelle, e compì i primi studi rivelando da giovanissimo la sua predilezione per le scienze matematiche. A quindici anni si iscrisse alla Sezione Fisico-Matematica del locale Istituto Tecnico "Pietro Giannone" e in una gita scolastica a Manfredonia per visitare le navi da guerra ancorate in quel porto, maturò l'idea, il sogno e la speranza di diventare un giorno progettista di navi. Dopo aver conseguito il diploma fu chiamato a prestare servizio di Leva nella Regia marina, venendo subito posto in congedo per completare gli studi. Iscrittosi alla Scuola Superiore Navale di Genova, si laureò in ingegneria navale e meccanica nel novembre 1908. Subito dopo prese parte al concorso per ufficiali del genio navale, entrando in servizio con il grado di Tenente.
Il suo primo incarico fu presso la Direzione delle costruzioni navali dell'Arsenale di Venezia, dove fu promosso Capitano, rimanendovi fino al 1912, quando fu trasferito alla Direzione delle costruzioni navali dell'Arsenale di Taranto per imbarcarsi sulla nave officina Vulcano in qualità di dirigente lavori. Trasferito alla Direzione delle costruzioni navali dell'Arsenale di Napoli nel 1913, si distinse subito durante le operazioni di salvataggio, e successivo recupero, dell’incrociatore corazzato San Giorgio che nel mese di novembre si era incagliato nei pressi di Messina.
Nel novembre 1914 fu assegnato al "Comitato Progetti Navi" presso il Ministero della marina a Roma, dove ricoprì in successione ruoli di addetto all’Ufficio Tecnico, Ufficiale Superiore, e segretario. La sua carriera militare proseguì brillantemente, Maggiore nel 1918, Tenente Colonnello nel 1924, Colonnello nel 1931, Maggiore Generale nel 1934 e Tenente Generale nel 1938. Nel 1926, per un breve periodo, fu assegnato in qualità di vicedirettore al cantiere navale di Castellammare di Stabia, dove era in costruzione la nave scuola Cristoforo Colombo che egli stesso aveva progettato. Ad essa seguì la pariclasse Amerigo Vespucci. In quegli anni fu autore del progetto delle navi posamine classe "Legnano".
Fu autore del progetto di ricostruzione delle due navi da battaglia classe Caio Duilio (1838-1939), sulle quali si imbarcò per un breve periodo durante le prove e i collaudi in mare. Prese parte alla stesura del progetto di ricostruzione delle due navi da battaglia classe Conte di Cavour, e dei progetti finali delle nuove unità classe Littorio. Dopo l’entrata in guerra del Regno d'Italia, avvenuta il 10 giugno 1940, si occupò del recupero delle navi da battaglia silurate durante l’attacco notturno sulla rada di Taranto portato da 9 aerosiluranti Fairey Swordfish della Fleet Air Arm il 12 novembre dello stesso anno, e che portò all’affondamento di tre navi da battaglia della Regia Marina, la Littorio, la Duilio e la Conte di Cavour. Grazie alla sua preziosa collaborazione la Duilio fu recuperata in soli due mesi.
Nel corso del 1943 fu distaccato presso il Ministero delle Comunicazioni e della Marina Marcantile, e all’atto della firma dellarmistizio dell’8 settembre si trovava presso i Cantieri Riuniti dell'Adriatico di Trieste come consigliere delegato. Rifiutò subito ogni tipo di collaborazione con le autorità della neocostituita Repubblica Sociale Italiana, e ritornò a Roma, stabilendovi la sua residenza. Subito dopo la liberazione della città da parte delle truppe della 5ª Armata americana del generale Mark Wayne Clark riprese servizio attivo al Ministero della marina, dove rimase fino alla data della sua morte, avvenuta per malattia, il 25 ottobre 1945. Un anno dopo le sue spoglie mortali furono traslate nella tomba di famiglia del Cimitero di Foggia.
Il 6 marzo 1949 la città di Foggia promosse una manifestazioni per onorarne la memoria, e nella Chiesa di Gesù e Maria, officiato dal Provinciale dei Frati Minori, fu celebrato un solenne rito funebre.
Il 1 novembre 1955 nella villa comunale ebbe luogo lo scoprimento di un busto eretto in onore del generale Rotundi.
Il 4 agosto 1955 la Giunta Comunale della città di Manfredonia votò all'unanimità la proposta del Sindaco comm. Brigida di intitolargli l'edificio della locale Scuola Professionale Marittima.

### Annotazioni
1. ↑  A quell'epoca l’Istituto "Pietro Giannone" aveva tre sezioni: l'agrimensura, la ragioneria e la Fisico-matematica.
2. ↑  Equivalente pressappoco alla maturità scientifica di oggi.
3. ↑  Questo è il giudizio che le Superiori Autorità della Marina dettero di Lui, proponendo la sospensione in suo favore delle disposizioni relative al limite di età per la permanenza al grado di Generale in APRE: La prontezza di intuito, la vivacissima intelligenza, il grande senso pratico, la profonda cultura tecnica e scientifica, e principalmente l'attitudine a progettare del Generale Rotundi, fanno ritenere ché costituirebbe una vera perdita per la Marina, l'abbandono da parte sua del Servizio Permanente Effettivo.
4. ↑  Vi presenziarono i familiari del generale, l'ammiraglio di squadra Carlo Balsamo, Comandante del Dipartimento Marittimo di Taranto in rappresentanza del Ministro della Difesa onorevole Randolfo Pacciardi, il ten. gen. Blandamura, il maggiore generale Cagnotti in rappresentanza del Genio Navale, gli onorevoli Vocino e De Caro. Pronunciò elevate parole Padre Agostino Castrillo dei Frati Minori e fu posta la prima pietra per la erigenda costruzione attigua alla Chiesa di Gesù e Maria, costruzione che fu vivamente e concretamente patrocinata dall'estinto.

### Fonti
1. 1 2 3 4 5 6 7 8 9 10 11 12 13 14  Alberini, Prosperini 2015, p. 470.
2. 1 2 3 4 5 6 7 8 9 10 11 12  Cimmino 2011, p. 34.
3. 1 2 3 4 5  Alberini, Prosperini 2015, p. 471.

### Periodici
- Antonio Cimmino, Nave scuola "Cristoforo Colombo": tre bandiere un triste destino, in Il Nastro Azzurro, n. 4, Roma, Istituto del Nastro Azzurro, luglio-agosto 2011,  pp. 32-35.